# 珍·克莱门斯
简·兰普顿·"珍"·克莱门斯（英語：Jane Lampton "Jean" Clemens，1880年7月26日—1909年12月24日），美国著名作家马克·吐温（原名塞缪尔·克莱门斯）和欧丽维亚·兰登的幼女，也是最小的孩子。

## 早年生活
克莱门斯1880年7月26日出生在美国康乃狄克州的哈特福，上面有一个哥哥兰登（19个月大时死于白喉），还有两个姐姐苏西和克莱拉。根据其父在自传里的描述，她和母亲欧利维亚一样心地善良，尤其钟爱动物。她在生前住过的许多地方都建立或合作过多家动物保护协会。

## 癫痫与死亡
克莱门斯15岁时首次癫痫发作，之后一直不间断發作直至生命的终点。为了治疗克莱门斯的病情，全家在美国和欧洲遍访名医。马克·吐温认为这是女儿在八九岁时受过的头部创伤留下的后遗症导致的，随后她强烈的情绪不稳定和偶尔怪异的行为举止也和此病有关。 尽管如此，克莱门斯仍和家里人保持较好的关系。
1909年圣诞节前一天早晨，克莱门斯被发现死在父亲家中。 死因为癫痫发作导致在浴缸里溺水窒息。
克莱门斯意外去世四个月后，父亲马克·吐温也离开人世。